# Astral Aviation
Astral Aviació és una aerolínia de càrrega amb seu a Nairobi (Kenya). Fou fundada el novembre del 2000 i començà a funcionar el gener del 2001. Duu a terme vols de càrrega regulars i ad hoc a destinacions regionals d'Àfrica i a Lieja (Bèlgica). La seva base principal és l'Aeroport Internacional Jomo Kenyatta.

## Destinacions
El 2017, Astra gestionava vols regulars a les següents destinacions:
Bèlgica
- Aeroport de Lieja

Ruanda
- Aeroport Internacional de Kigali

Somàlia
- Aeroport Internacional de Hargeisa
- Aeroport Internacional de Mogadiscio

Sudan del Sud
- Aeroport Internacional de Juba

Tanzània
- Aeroport de Dar es Salaam
- Aeroport Internacional de Mwanza
- Aeroport Internacional de Zanzíbar

Regne Unit
- Aeroport de Londres-Stansted

## Flota

### Flota actual
A abril del 2021, Astral Aviation tenia les següents aeronaus:
| Aeronaus                    | En la flota | Comandes | Notes                            |
| --------------------------- | ----------- | -------- | -------------------------------- |
| Boeing 727-200F             | 1           | —        | Retirada prevista abans del 2023 |
| Boeing 747-400BDSF          | 1           | —        | Arrendat a Air Atlanta Icelandic |
| Boeing 747-400F             | 1           | —        | Arrendat a Air Atlanta Icelandic |
| Boeing 767-200BDSF          | 1           | —        |                                  |
| McDonnell Douglas DC-9-30CF | 2           | —        |                                  |
| Total                       | 5           |          |                                  |

### Flota antiga
A març del 2015, l'aerolínia havia tingut les següents aeronaus:
- 2 Boeing 737-400F[7]
- 1 Boeing 747-400F, arrendat a Atlas Air
- 1 Fokker 27-500F, arrendat a AeroSpace Consortium
- 1 Fokker 27F

## Guardons
- Aerolínia de càrrega africana de l'any: 2011
- Aerolínia de càrrega africana de l'any: 2013
- Aerolínia de càrrega africana de l'any: 2015
- Aerolínia de càrrega africana de l'any: 2017
- Aerolínia de càrrega africana de l'any: 2019